# Земна звезда
Земната звезда, наричана също хигроскопична земна звезда или хигрометрична земна звезда (Astraeus hygrometricus), е вид неядлива базидиева гъба от семейство Diplocystaceae.

## Описание
Плодното тяло в началото е кълбовидно и достига до 4 cm в диаметър. То е покрито с плътна обвивка, която при узряване се разцепва звездовидно на 6 – 15 светлосиви или сивкаво-кафеникави лъча. Те са разперени във влажно време и завити около споровата торбичка при засушаване. Разперването на лъчите на гъбата се дължи на навлизането на вода в хифите, изграждащи обвивката на гъбата. Поемайки влагата, те се раздуват, което предизвиква отварянето на обвивката – така спорите се разпространяват в момент, когато са налице благоприятни условия за развитието им. Споровата торбичка е кълбовидна, на цвят сивкава до тъмносива, като на върха се разтваря с неправилна цепнатина. Споровата маса е с цвят на какао или на канела. Няма особена миризма или вкус. Гъбата се счита за неядлива.

## Местообитание
Среща се сравнително рядко през май – ноември, като расте поединично или на малки групи по сухи места, из храсталаци или в горски покрайнини. Предпочита габър, дъб и леска на варовикова почва.